# چکچک ابلق

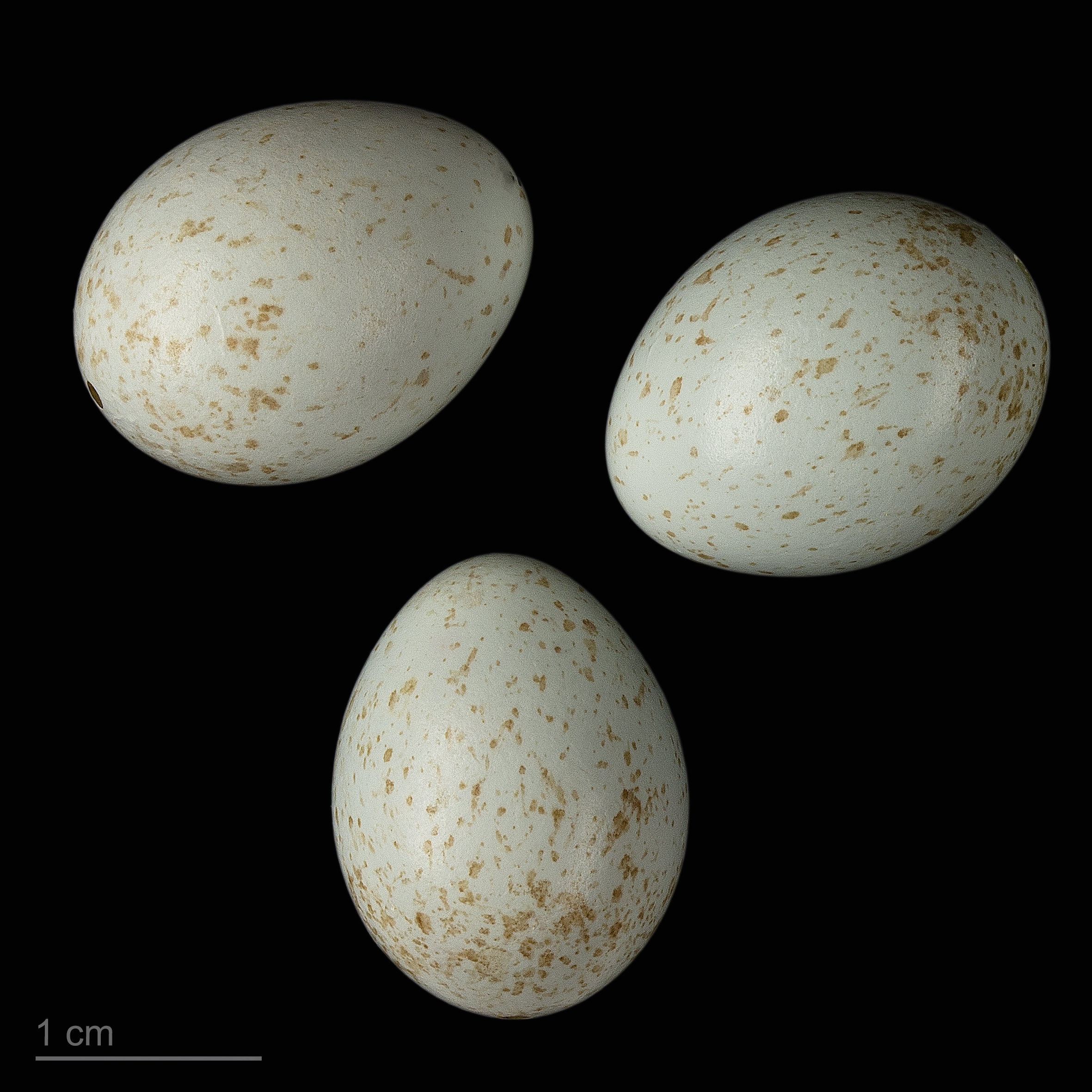
Oenanthe pleschanka

چکچک ابلق (نام علمی: Oenanthe pleschanka) گونه‌ای چکچک کوچک حشره‌خوار و کوچ‌کننده از تیره مگس‌گیران (حشره‌گیران بر قدیم) است که از جنوب شرقی اروپا تا چین در آسیای مرکزی به مهاجرت می‌پردازد. این پرنده همچنین در هند و شمال شرقی آفریقا به زمستان‌گذرانی می‌پردازد.

## توصیف ظاهری
چکچک ابلق ۱۵ سانتی‌متر طول دارد. دم آن به نسبت بلند است و روی بوته‌ها می‌نشیند. در پرنده نر روی تنه، گردن، و بال‌ها سیاه و سر و تارک و پس گردن سفید است و در زمستان‌ها قهوه‌ای کمرنگ است. زیر تنه در پاییز نخودی، پشت سیاه، زیر گلو نخودی، تارک تیره، و خط ابرویی سفید رنگ است.
پرنده ماده در پاییز با کناره‌های سینه به رنگ قهوه‌ای تیره دیده می‌شود که به طرف پایین گلو به رنگ خاکستری متمایل می‌شود. پرنده ماده در اولین پاییز عمرش از ماده چکچک گوش‌سیاه به واسطه رنگ جبه و شانه‌ها که به صورت ردیفی کنگره‌های کمرنگ دارند.

## زیستگاه
در تابستان، چکچک ابلق در مناطق سنگلاخی، تپه ماهورهای صخره‌ای با توته‌های پراکنده به سر می‌برد و در زمستان به صورت مهاجر عبوری در مزارع لخت و اراضی مخروبه و بیابان‌های با پوششش اندک دیده می‌شود. این پرنده درسوراخ‌ها، به ویژه در دیوارهٔ ساحل رودخانه‌ها آشیانه می‌سازد. در ایران، تابستان‌ها نسبتاً فراوان و به صورت مهاجر عبوری، در اغلب جاها دیده می‌شود.